# 왕바다리
왕바다리는 한반도, 중국, 일본에 서식하는 쌍살벌이다. 왕바다리 (Polistes rothneyi koreanus)는 한국의 고유아종이며, 한국의 쌍살벌 중 가장 크고 나비나 나방의 애벌레를 잡아먹는다, 크기는 23~25mm이다. 왕바다리랑 비슷한 쌍살벌로 등검정쌍살벌이 있다.

## 아종
- 왕바다리 (Polistes rothneyi)
  - 왕바다리 (Polistes rothneyi koreanus)
  - 제주왕바다리(Polistes rothneyi iwatai)